# Traité de Bayonne (1856)
Pour les articles homonymes, voir Traité de Bayonne.
Le traité de Bayonne, conclu le 2 décembre 1856 et qui comprend 29 articles, est un traité entre la France et l'Espagne faisant suite au traité des Pyrénées (signé le 7 novembre 1659) dont il précise certains points : il détermine plus précisément la frontière depuis l’embouchure de la Bidassoa jusqu’au point où confinent le département des Basses-Pyrénées, l'Aragon et la Navarre, ceci afin de remédier aux difficultés rencontrées depuis 200 ans.
Ce traité sera suivi de traités additionnels en 1862 (traité de Bayonne de 1862) et en 1866 (traité de Bayonne de 1866) qui préciseront à leur tour le reste de la frontière franco-espagnole en vigueur de nos jours.

## Contenu succinct

Zone frontalière affectée par le Traité de Bayonne
- Territoire navarrais souverain intégré depuis 1790 par la France dans les Basses-Pyrénées
- Territoire navarrais occupé par l'Espagne depuis 1521 et revendiqué par les rois de France et de Navarre depuis 1589

Introduction du traité :
« Napoléon III empereur des Français, et Isabelle II reine des Espagnes, voulant consolider et maintenir la paix et la concorde entre les populations des deux États habitant la partie de la frontière qui s’étend depuis le sommet d’Analarra, où confinent le département des Basses-Pyrénées, l'Aragon et la Navarre, jusqu'à l’embouchure de la Bidassoa, dans la rade du Figuier, et prévenir à jamais le retour des conflits regrettables qui, jusqu'à l’ouverture des présentes négociations, ont eu lieu à de différentes époques sur plusieurs points de cette frontière par suite de l’incertitude qui a régné jusqu'à présent au sujet de la propriété de quelques territoires et de la jouissance de certains privilèges que les frontaliers des deux pays revendiquaient comme leur appartenant exclusivement, et jugeant que, pour atteindre ce but, il était nécessaire de déterminer, d’une manière précise, les droits des populations frontalières, et en même temps les limites des deux Souverainetés, depuis l’extrémité orientale de la Navarre jusqu’à la rade du Figuier, dans un traité spécial, auquel devront se rattacher plus tard les arrangements à prendre sur le reste de la frontière depuis le sommet d’Analarra jusqu’à la Méditerranée... »
suivent les noms des négociateurs du traité, lesquels
« ... après avoir enfin cherché à concilier autant que possible les intérêts particuliers avec les intérêts politiques, en tenant compte des anciens droits dont l'octroi remonte, pour quelques uns, à une époque antérieure à la séparation des deux Navarres, sont convenus des articles suivants: »
29 articles suivent indiquant une délimitation précise.